# Ninomiya (Kanagawa)
Ninomiya (jap. 二宮町, -machi) ist eine Kleinstadt auf der japanischen Hauptinsel Honshū im Landkreis Naka in der Präfektur Kanagawa.
Ninomiya liegt südwestlich von Tokio und Yokohama an der Sagami-Bucht.

## Angrenzende Städte und Gemeinden
- Odawara
- Hiratsuka
- Ōiso

## Verkehr
Ninomiya liegt an der Nationalstraße 1 von Tōkyō nach Kyōto. Die Stadt ist mit der Eisenbahn auf der Tōkaidō-Hauptlinie erreichbar (Bahnhof Ninomiya). Von 1906 bis 1935 verkehrte die Shōnan-Straßenbahn nach Hadano.

## Söhne und Töchter der Stadt
- Shinri Suzuki (Radsportler)